# Кущівник-чубань перуанський
Кущівни́к-чуба́нь перуанський (Frederickena fulva) — вид горобцеподібних птахів родини сорокушових (Thamnophilidae). Мешкає в Амазонії. Раніше вважався підвидом західного кущівника-чубаня, однак був визнаний окремим видом.

## Опис
Довжина птаха становить 22-24 см. Самці мають переважно чорне забарвлення, поцятковане білим лускоподібним візерунком, утвореним тонкими білими краями пер. На голові помітний чуб. Самиці мають переважно рудувато-коричневе забарвлення, поцятковане чорними смужками.

## Поширення і екологія
Перуанські кущівники-чубані мешкають на півдні Колумбії, на сході Еквадору, на півночі Перу та на крайньому північному заході Бразилії. Вони живуть в підліску вологих рівнинних тропічних лісів. Зустрічаються на висоті до 1100 м над рівнем моря. Живляться комахами.